# Pietro Cataneo
Pietro Cataneo (waarschijnlijk in Siena, 1510 – 1574) was een architect, wiskundige, militair ingenieur, en architectuurtheoreticus uit het Italiaanse Siena, waar hij zijn hele leven lang woonde en werkte. Hij was niet een van de grootsten op het vlak van architectuurtheorie, laat staan een van de leidende architecten van zijn tijd. Ondanks onderwezen te zijn door Baldassare Peruzzi (1481 – 1536), bereikte hij niet dezelfde impact met zijn architectuurverhandelingen als Sebastiano Serlio (1475 – 1553) met zijn Architettura, een andere leerling van Peruzzi. In zijn boeken definieerde en verspreidde Serlio, hoewel ook niet een van de meest belangrijke architecten van zijn tijd, een diepgaande kennis van de klassieken en van de eigentijdse bouwidealen die in Rome tijdens de eerste decennia van de zestiende eeuw waren opgedoken. Zijn trendzettende presentaties over architectuurtheorie, ondersteund met illustraties, gekoppeld aan een korte verblijfperiode in Frankrijk, maakten hem bekend ver voorbij de grenzen van Italië. Ter vergelijking was Cataneo’s werk onmiskenbaar provinciaal: zijn ware specialiteit was het versterken van citadellen en steden op het grondgebied van Siena.

## Inleiding

Pratiche delle due prime matematiche, 1567

In de jaren 1540 en 1550 produceerde hij zijn eerste werk I primi due libri delle matematiche, 1546 (de eerste twee boeken over de wiskunde), en zijn theorie over architectuur, die in Venetië in 1554 in een vier boeken tellende uitgave verscheen en in 1567 werd uitgebreid tot een uitgave die uit 8 boeken bestond, getiteld: Architettura Di Pietro Cataneo Senese (Architectuur, door Pietro Cataneo van Siena). Anderzijds was hij betrokken bij verscheidene duizelingwekkende bouwprojecten in Siena. Zijn naam wordt geassocieerd met het Palazzo Francesconi (nu Coli), waar Peruzzi hoogstwaarschijnlijk mee was begonnen, en zijn naam wordt ook vermeld met betrekking tot de kerk van San Giuseppe.
Cataneo is niet geheel consistent in zijn verdediging van de idealen van de renaissance, noch van het classicisme gebaseerd op de antieken, dit in tegenstelling tot wat zijn tijdgenoot Andrea Palladio (1508 – 1580) wél nastreefde. In vele opzichten, echter, zou Cataneo veel meer als typische vertegenwoordiger van de periode na 1550 gerefereerd kunnen worden dan Palladio, die, ontegensprekelijk veel talentvoller dan Cataneo, veel invloedrijker was ver voorbij zijn eigen tijd.

## I quattro due libri delle matematiche

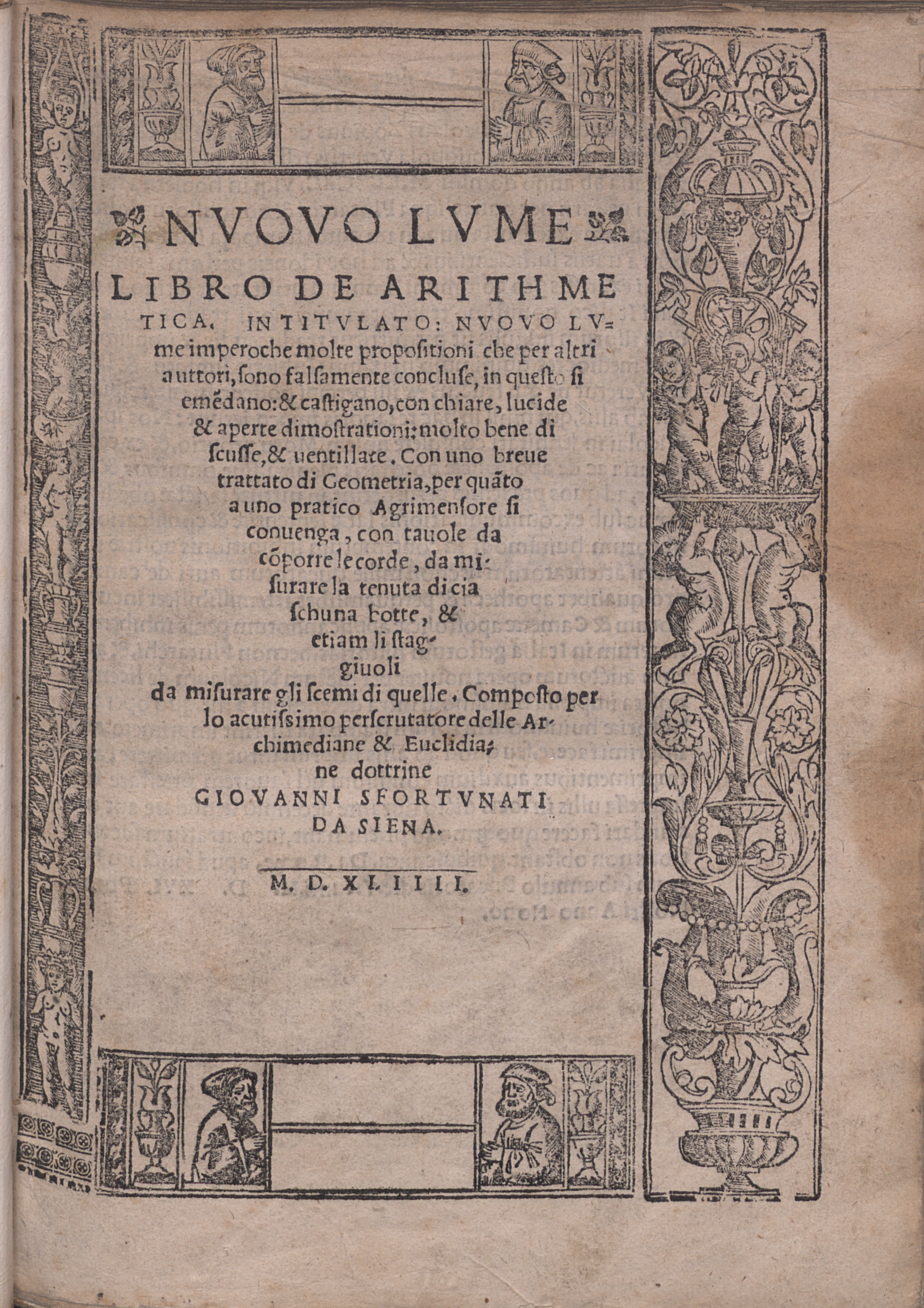
Nuovo lume

In tegenstelling tot Pacioli’s Summa de arithmetica, Tagliente’s Luminario, Borghi’s Libro de abacho, Calandri’s De arithemetica en Sforttunati’s Nuovo Lume Libro di Arithmetica, stelde Cataneo in zijn I quattro due libri delle matematiche een meer progressieve benadering voor op het vlak van de wiskunde. Cataneo concentreerde zijn volledige cursus op de commerciële aspecten van de economie. Hij reserveerde de eerste achtenveertig pagina’s voor een overzicht van essentiële rekenkundige begrippen en ging toen verder met het bijna uitsluitend bespreken van handelssituaties. Deze bezetten nog een extra honderd pagina’s. De overgang tussen de twee delen kwam in de vorm van een uitgebreid hoofdstuk over proportieberekeningen, waarin Cataneo de lezer uitnodigde om over handel te denken als een betere vorm van gezond verstand. Hij liet zijn leerlingen beginnen met situaties uit het echte leven waaruit ze elk probleem moesten abstraheren tot quasi algebraïsche vergelijkingen met één onbekende. Deze vatten ze later samen tot één basisformule die bruikbaar was voor algemene wiskundige berekeningen. Deze manier van redeneren, zei hij, is essentieel tot het vinden van een “solutione alle ragioni mercatorie” (een oplossing voor commerciële zaken). Hij ging verder met het demonstreren van problemen van toenemende complexiteit betreffende winst en verlies, bedrijfsvennootschappen, ruilhandel, deviezen, eenvoudige en samengestelde interest en huurcontracten. Alvorens zich toe te leggen op de geometrie, beschreef Cataneo in een wezenlijk aantal hoofdstukken hoe praktische problemen konden worden opgelost door schatting, de zogenaamde “Regel van Cathay”. Het boek eindigt met geometrische problemen, allen zorgvuldig in relatie met alledaagse situaties zoals het verdelen van percelen land of het optekenen van maten en gewichten. Opvallend is dat Cataneo’s “handleiding” uitermate modern aandoet. Ze trainde de student grondig in theorie maar was toch uiterst toepasbaar in het echte leven. Boeken gebaseerd op dit model zouden tot ver in de twintigste eeuw hun nut bewijzen.

## I quattro primi libri dell’ Architettura
In boek I van I quattro primi libri dell’Architettura uit 1567, besprak Cataneo de constructie en versterking van steden, die naar zijn idee voorrang hadden boven de theorie van de ordes en andere aspecten van architectuur. Dit stemde overeen met zijn visie op het beroep van architect. Stadsplanning is altijd een van de centrale onderwerpen van de renaissancearchitectuur en -theorie geweest. Sinds de jaren 1530 kopieerde Cataneo tekeningen van fortificaties en machines door Francesco di Giorgio Martini (1439 – 1501), de grote 15e-eeuwse architect en theoreticus uit Siena. Rond het midden van de 16e eeuw, wanneer Cataneo’s theorieën werden gepubliceerd, werd het belang van de bouw van fortificaties al reeds vermeld in traktaten door Niccolò Tartaglia (1499 – 1557), Galasso Alghisi (1523 - 1573), Jacopo Fusto Castriotto (1510 – 1563), Giovanni Battista Belucci (1506 – 1554) en andere auteurs. De voorstellingen van versterkte steden die Cataneo in de houtsneden in boek I voorstelt zijn allemaal ideale oplossingen, bestaande uit rationele gridpatronen opgebouwd uit geometrische basisvormen. Zij doen herinneren aan oudere suggesties van Antonio Filarete (1400 – 1465), die rond 1460 een visie had ontwikkeld van de ideale stervormige stad, genaamd Sforzinda, of de zorgvuldig geconstrueerde stadsplannen van Francesco di Giorgio. Tezelfdertijd lopen ze vooruit op laat-16e- en 17e-eeuwse ontwikkelingen in stadsplanning, bijvoorbeeld Palmanova (1593) in Venetië. Terwijl Cataneo een onderwerp behandelde waarmee de renaissance sterk vertrouwd was, wordt het snel duidelijk welk belang hij hechtte aan stadsplanning, wat hij beschouwde als “più bella parte dell’architettura” (“het mooiste aspect van de architectuur”). De verschuiving van het zwaartepunt in vergelijking met laat ons zeggen Alberti, de eerste grote renaissancetheoreticus, is vrij treffend. In boek VII, 3 van zijn De Re Aedeficatoria libri decem (tien boeken over architectuur) beschrijft Alberti, in tegenstelling tot Cataneo, de religieuze architectuur als de meest verheven vorm van bouwen. 

Niettemin benadrukte Cataneo in termen van religieuze architectuur evenzeer, betreffende het classicistische gedachtegoed van de renaissance, dat ook hij speciale aandacht aan de gebouwen van de antieken besteedde. Dit terwijl Cesariano (1476 – 1543), bijvoorbeeld niet in staat was geweest om de Griekse tempels te reconstrueren zoals Vitruvius deze beschreef. Cataneo’s droge, maar precieze weergaven van tempels kunnen als een van de meest succesvolle reconstructies worden beschouwd van die tijd. In zijn traktaat toont hij plattegronden van een tempel, compleet met antis en prostyle, de antae van de cella van de tempel, uitpuilend aan de zijkant, evenals kolommen tussen en voor de antae in de tempel.

## Religieuze architectuur
Voor zover de eigentijdse kerkenbouw betreft, beschreef Cataneo in boek III zowel longitudinale als centralistische plattegronden. In tegenstelling tot Palladio, die in 1570 in zijn Quattro libri dell’architettura (IV, 2) de kruisvormige longitudinale stijl (het Latijns kruis) van bouwen prees, pleitte Cataneo met klem voor het Latijns kruis als ideale plattegrond. Wat hierbij opmerkelijk is, is dat Vitruvius’ menselijke figuur, geplaatst te midden van een cirkel en vierkant, niet langer het uitgangspunt vormt van zijn werkwijze, maar eerder de perfect geproportioneerde figuur in het longitudinaal grondplan met transept. Hij definieerde ook navenant de proporties voor het plan van een basilica met transept. Zodoende treedt hij enerzijds in de voetstappen van eerdere renaissancetheoretici, aangezien Francesco di Giorgio reeds een gelijkaardig proportioneel figuur gecreëerd had in zijn onderzoek met betrekking tot longitudinale religieuze gebouwen. Anderzijds, echter, beschrijft Cataneo in boek III de tempel van Salomon als model voor de kerk en benadrukt hij de christelijke symboliek van het kruisvormige grondplan. Gebruikmakende van dezelfde argumenten in de jaren 1670 en 1680, moesten theoretici van kerkarchitectuur het Latijns kruis wel prijzen als de ideale vorm van bouwen. Onder hen waren Carlo Borromeo (1538 – 1584) en Tiberio Alfarano (1525 – 1596), deze laatste in zijn manuscript over de St.-Pietersbasiliek in Rome. 

Desondanks bleef naar zijn mening de ronde kerk nog een waardig alternatief, hoewel zelfs hier geen verwarring mogelijk is over zijn terughoudendheid in het evalueren van eigentijdse architectuur. Net als Serlio en Palladio, beschouwt ook Cataneo Bramante’s Tempietto in Rome als zijnde een voorbeeld van dit genre. Hij bekritiseert wat voor hem een ongelukkige overlapping is van het poortkader en de pijlers aan de buitenwand van de cella. Serlio en Palladio negeerden wat Cataneo als fout interpreteerde (“errore”) en in een van zijn eigen opstanden toont. Het grondplan en de opstanden van de Dorische cirkelvormige tempel met zijn hoge koepel (afgebeeld in boek III, 21), waarin Bramante’s fout zorgvuldig wordt vermeden, schijnt Cataneo’s reactie hierop te zijn.
- Biblioteca Nacional de España: XX4703264
- Bibliothèque nationale de France: cb12557068n (data)
- Catàleg d'autoritats de noms i títols de Catalunya: 981058521479606706
- CiNii: DA19010418
- Gemeinsame Normdatei: 119542838
- International Standard Name Identifier: 0000 0000 6632 9678
- Library of Congress Control Number: n86138035
- Nationale Bibliotheek van Tsjechië: ola2015885673
- Nationale Bibliotheek van Israël: 987007370871605171
- Nederlandse Thesaurus van Auteursnamen: 073023272
- Réseau des bibliothèques de Suisse occidentale: 02-A003083892
- RKD-Nederlands Instituut voor Kunstgeschiedenis: 15959
- Istituto Centrale per il Catalogo Unico: MILV008999
- Système universitaire de documentation: 034862986
- Union List of Artist Names: 500128514
- Virtual International Authority File: 51805531
- WorldCat: E39PBJqFT8ywCrT9WKJR6TB773